# Liinalompolo
Liinalompolo är en sjö i Gällivare kommun i Lappland och ingår i Kalixälvens huvudavrinningsområde. Sjön har en area på 0,112 kvadratkilometer och ligger 329,9 meter över havet. Liinalompolo ligger i Torne och Kalix älvsystem Natura 2000-område. Sjön avvattnas av vattendraget Ängesån (Liinajoki).

## Delavrinningsområde
Liinalompolo ingår i det delavrinningsområde (747378-169962) som SMHI kallar för Ovan 747285-170014. Medelhöjden är 412 meter över havet och ytan är 4,27 kvadratkilometer. Räknas de 38 avrinningsområdena uppströms in blir den ackumulerade arean 398,89 kvadratkilometer. Ängesån (Liinajoki) som avvattnar avrinningsområdet har biflödesordning 2, vilket innebär att vattnet flödar genom totalt 2 vattendrag innan det når havet efter 250 kilometer. Avrinningsområdet består mestadels av skog (97 procent). Avrinningsområdet har 0,11 kvadratkilometer vattenytor vilket ger det en sjöprocent på 2,6 procent.